# Оратория
Орато́рия  (лат. oratorium, итал. oratorio) — крупное музыкальное произведение для хора, солистов и оркестра. В прошлом оратории писались только на сюжеты из Священного Писания. Расцвет оратории пришелся на XVII век, во времена Баха, Генделя. Отличается от оперы отсутствием сценического действия, а от кантаты — бо́льшими размерами и разветвлённостью сюжета. В саму ораторию входят хоры, речитативы, ансамбли и отдельные оркестровые эпизоды (появившиеся впервые в творчестве Генделя).

## История
Оратория зародилась в конгрегации ораторианцев. Собрания их, в которых пелись «Laudes spirituales» (лауды), происходили в отдельном помещении при церкви, называвшемся ораторий (oratorium). Это название перешло и на музыку, исполнявшуюся в этом помещении. Оратория развилась одновременно с оперой и была задумана в виде противовеса последней, с её нехристианскими сюжетами; но главное назначение оратории — не сцена, а эстрада. Старейшей ораторией считается «Представление о душе и теле», написанная Эмилио де Кавалиери (1600 г.). Однако с равным успехом это произведение можно считать оперой на духовный сюжет, поскольку произведение исполнялось в костюмах и с театральными декорациями. Первым классиком жанра стал Джакомо Кариссими, который называл свои произведения не ораториями, а «историями» (наиболее знаменита «История Иеффая», около 1650). «Истории» Кариссими основаны на библейских и евангельских сюжетах; их тексты написаны на латинском языке, но не являются точными цитатами из Священного писания. Повествование ведет Рассказчик (Historicus), от первого лица выступают персонажи, исполняющие небольшие монологи (арии) и диалоги.
Выдающимися композиторами в области старинной оратории были Лео и Хассе. Старинная оратория делилась на две части, в отличие от оперы, делившейся на три акта. Хоровая часть в оратории имела большое значение, хотя допускалось и пение соло. Оратории давали именно в те дни, когда оперные представления были запрещены. Оратория получила новый характер при Генделе; не говоря уже о внешней форме (деление на три части), в особенности увеличилось число арий. Духовные музыкально-драматические произведения Шютца и И. С. Баха, возникшие в протестантской церкви, не схожи по форме с ораторией, возникшей в церкви католической, но тем не менее многие также их называют ораториями. К авторам ораторий относятся ещё Граун, К. Ф. Э. Бах, Моцарт, Гайдн, Бетховен.
В XIX веке жанр развит Мендельсоном. В XIX веке появилось понятие светской оратории, например, музыкально-драматические произведения Шумана, не предназначенные для сцены («Странствие Розы», «Рай и Пери»). Немногочисленны русские оратории XIX века (С. Дегтярёв — автор первой русской оратории, Н. Заремба, А. Рубинштейн).
Большого размаха ораториальный жанр получил в советское время. Одним из выдающихся произведений той эпохи
была «Патетическая оратория» Георгия Свиридова.
К современным образцам жанра можно отнести «Ливерпульскую ораторию» (1991) Пола МакКартни и «Воробьиную ораторию» (1993) Сергея Курёхина, выпущенные в виде музыкальных альбомов.